# Nicole Rieu
Nicole Rieu (16 mei 1949) is een Franse zangeres en liedjesschrijfster.

## Carrière
Ze begon haar carrière in 1969 met eigen liedjes, ze trad in de L'Olympia in Parijs op in het voorprogramma van onder andere Daniel Guichard, Joe Dassin en Salvatore Adamo. In 1973 had ze haar eerste hit met Je suis. Sinds 1975 had ze vele successen ("Ma maison au bord de l'eau", "Je m'envole", "En courant", "L'immigrant", "La vie ça danse", "Ils sont partis de la ville", "Un peu de soleil sur ma pelouse", "Nicole tu es folle", "Il aurait voulu voir la mer", etc.).
Ze vertegenwoordigde Frankrijk op het Eurovisiesongfestival 1975 met het lied Et bonjour à toi l'artiste waarmee ze 4de werd. Ze nam het lied op in 6 talen (Frans, Engels, Duits, Italiaans, Spaans en Japans). Ze gaf vele concerten in Europa en ging in 1976 naar Quebec om haar album "Le ciel c'est ici" voor te stellen, ze ging er op tournee en een jaar later keerde ze er terug om een nieuw album op te nemen.
Met het lied La goutte d'eau won ze in 1979 Le Grand Prix de la chanson de l'Hexagon d'Or. Ze bracht nog geregeld een album uit en houdt ervan om rond te toeren. Ze blijft albums maken van goede kwaliteit.
Rieu heeft ook al liedjes voor andere artiesten geschreven zoals Femme comme moi in 1989 voor Isabelle Aubret.

## Discografie - Albums
- 1973 : Attention (Barclay)
- 1975 : Naissance (Barclay)
- 1976 : Le ciel c'est ici (Barclay)
- 1977 : Si tu m'appelles (Barclay)
- 1978 : Le rêve de mai (Philips)
- 1979 : La goutte d'eau (Barclay)
- 1981 : Zut (RCA Victor)
- 1983 : Bonjour la fête (Nicole Rieu chante pour les enfants, Vol. 1 et 2) (Disques Corélia)
- 1984 : Pour les enfants avec Armen Djerrahian (Warner)
- 1985 : Nicole Rieu chante Noël (Disques Corélia)
- 1986 : Toute ma vie (Disques B.M.A.)
- 1988 : Compilation Master Série (Universal)
- 1993 : Pêcheur d'éponges (Disques Chêne)
- 1995 : Le meilleur de Nicole Rieu (Sergent Major Cie)
- 1998 : Vas-y (Disques Yvon Chateigner)
- 2001 : Ah ah ! (Disques Yvon Chateigner)
- 2005 : Camargue rouge (Productions Miracos)

## Medewerking aan andere albums
- 1977 : Serge Sala - Je suis né sous le soleil (Barclay) - Divers textes
- 1979 : Serge Sala - J'ai pas d'pays (Polydor) - Divers textes et choeurs
- 1987 : Daniel Facérias - "Où est-il?" et "Filles de Jérusalem" (Disques B.M.A.) - Duos
- 1988 : Daniel Facérias - Laisse faire la lumière (Disques B.M.A.) - Choeurs
- 1989 : Isabelle Aubret - 1989 (Disques Meys) - Texte "Femme comme moi"
- 1994 : Collection Or - Master Série Vol. 1 (Disques PolyGram du Canada) - Chanson "En courant"
- 1994 : 20 chansons formidables - The sound of France Vol. 3 (BR Music) - Chanson "Et bonjour à toi l'artiste"
- 2001 : Femme(s) - Collectif de chanteuses françaises (Disques Yvon Chateigner) - Chanson "Vas-y"
- 2001 : Tombée(s) en amour - Collectif de chanteuses françaises (Disques Yvon Chateigner) - Chanson "Pour savoir t'aimer"

1956: Mathé Altéry + Dany Dauberson · 
1957: Paule Desjardins · 
1958: André Claveau · 
1959: Jean Philippe · 
1960: Jacqueline Boyer · 
1961: Jean-Paul Mauric · 
1962: Isabelle Aubret · 
1963: Alain Barrière · 
1964: Rachel · 
1965: Guy Mardel · 
1966: Dominique Walter · 
1967: Noëlle Cordier · 
1968: Isabelle Aubret · 
1969: Frida Boccara · 
1970: Guy Bonnet · 
1971: Serge Lama · 
1972: Betty Mars · 
1973: Martine Clémenceau · 
1975: Nicole Rieu · 
1976: Catherine Ferry · 
1977: Marie Myriam · 
1978: Joël Prévost · 
1979: Anne-Marie David · 
1980: Profil · 
1981: Jean Gabilou · 
1983: Guy Bonnet · 
1984: Annick Thoumazeau · 
1985: Roger Bens · 
1986: Cocktail Chic · 
1987: Christine Minier · 
1988: Gérard Lenorman · 
1989: Nathalie Pâque · 
1990: Joëlle Ursull · 
1991: Amina · 
1992: Kali · 
1993: Patrick Fiori · 
1994: Nina Morato · 
1995: Nathalie Santamaria · 
1996: Dan Ar Braz & Héritage des Celtes · 
1997: Fanny · 
1998: Marie Line · 
1999: Nayah · 
2000: Sofia Mestari · 
2001: Natasha Saint-Pier · 
2002: Sandrine François · 
2003: Louisa Baïleche · 
2004: Jonatan Cerrada · 
2005: Ortal · 
2006: Virginie Pouchain · 
2007: Les Fatals Picards · 
2008: Sébastien Tellier · 
2009: Patricia Kaas · 
2010: Jessy Matador · 
2011: Amaury Vassili · 
2012: Anggun · 
2013: Amandine Bourgeois · 
2014: Twin Twin · 
2015: Lisa Angell · 
2016: Amir · 
2017: Alma · 
2018: Madame Monsieur · 
2019: Bilal Hassani · 
2021: Barbara Pravi · 
2022: Alvan & Ahez · 
2023: La Zarra · 
2024: Slimane · 
2025: Louane
- Bibsys: 9035720
- Bibliothèque nationale de France: cb138990109 (data)
- International Standard Name Identifier: 0000 0000 0923 0815
- Library of Congress Control Number: no2006128106
- MusicBrainz: d37a16cb-42ba-432c-84ac-217e4f56060b
- Nationale Bibliotheek van Israël: 987008816738605171
- Système universitaire de documentation: 158868250
- Virtual International Authority File: 17408735